# Recensement de Floridablanca

Recensement de la population espagnole par province en 1787

Le recensement de Floridablanca est un dossier comportant des documents sur le recensement produit en Espagne sous la direction du comte José Moñino y Redondo de Floridablanca, ministre de Charles III d'Espagne, entre 1785 et 1787. Ces documents sont considérés comme le premier recensement espagnol élaboré suivant des techniques statistiques modernes, sans compter un précédent recensement, dit “recensement Aranda”, mais sa fiabilité est critiquée.
Ce recensement développé sur la base de questionnaires est envoyé aux gouverneurs des différentes provinces et districts du royaume. En 1786 il est demandé aux maires des différentes communes d'indiquer des renseignements personnels, (sexe, âge, état matrimonial) sur toutes les personnes relevant de sa responsabilité, en fournissant des informations sur la situation conjugale et économique des familles (étudiant, artisan, journalier, etc.).

## Population
La répartition de la population espagnole, selon le recensement de Floridablanca, fait apparaitre une densité plus homogène que la population actuelle, et une concentration de la population plus importante en Galice et León et sur la Vieille-Castille.
Le recensement publié par l'Imprimerie Real Madrid en 1787, et ratifié en 1789. Les résultats sont publiés sous le titre: “Recensement espagnol exécuté sous les ordres donnés par le roi... signé : Comte de Floridablanca... en l'an 1787 ".
Le recensement de 1787 chiffrera une population espagnole de 10 268 110 habitants avec une densité moyenne de 22,7 hab/km2.

## Source
- (es) Cet article est partiellement ou en totalité issu de l’article de Wikipédia en espagnol intitulé « Censo de Floridablanca » (voir la liste des auteurs).